# Moisés Ville
Moisés Ville è  un comune argentino del dipartimento di San Cristóbal nella provincia di Santa Fe. Fondata nel 1889 da un gruppo di famiglie ebree provenienti dall'attuale Ucraina, fu la prima colonia agricola del Sudamerica.

## Geografia
Moisés Ville è situata a 170 km a nord-ovest dalla capitale provinciale Santa Fe.

## Storia

### Toponimia
Il nome originario dell'insediamento, Kiryat Moshe, fu proposto dal rabbino Aaron Halevi Goldman, guida spirituale delle famiglie che prime giunsero in questo territorio nel 1889. Tuttavia il toponimo fu tradotto in francese da un funzionario e divenne Moïsesville e successivamente fu ispanizzato nella forma attuale.

### La fondazione
Moisés Ville fu fondata nel 1889 da un gruppo di 136 famiglie ebree di provenienti dalla città russa (oggi ucraina) Kam"janec'-Podil's'kyj. Giunti nel porto di Buenos Aires il 14 agosto a bordo del S.S. Weser, gli ebrei furono indirizzati in questo lembo della provincia santafesina dove si stava costruendo la ferrovia per Tucumán. Dopo tante peripezie fu trovato un appezzamento dove venne fondata la prima colonia agricola ebrea di tutto il Sudamerica. Nelle decadi successive altri gruppi di famiglie ebree provenienti da diversi governatorati dell'Impero russo giunsero a Moisés Ville grazie al sostegno economico e alla pianificazione della Jewish Colonization Association del barone Maurice de Hirsch. 

## Monumenti e luoghi d'interesse

### Architetture religiose
- Sinagoga Brenner, fondata nel 1908, è l'edificio religioso più antico di Moisés Ville ed è stato proclamato Monumento Nazionale nel 1999.
- Sinagoga Baron Hirsch

## Cultura

### Istruzione

#### Musei
- Museo Storico Comunale della Colonizzazione Ebrea